# Artjomovski
Artjomovski (Russisch: Артёмовский) is een stad in de Russische oblast Sverdlovsk. De stad ligt op de oostelijke hellingen van de Centrale Oeral aan de rivier de (Tataarse) Bobrovka (zijrivier van de Irbit, stroomgebied van de Ob). Het ligt op ongeveer 120 kilometer ten noordoosten van Jekaterinenburg en heeft een eigen vliegveld.

## Stedelijk district
Het stedelijk district Artjomovski omvat 1.980,8 km² en er woonden 63.148 mensen bij de volkstelling van 2002, waarvan 34.980 in de stad Artjomovski (55%). Bij de volkstelling van 1989 woonden er nog 75.270 mensen, waarvan 41.341 in de stad Artjomovski (55%).
In het noorden grenst het district aan het district Alapajevski, in het oosten aan het district Irbitski, in het zuiden aan het stedelijk district van Soechoj Log, in het zuidwesten aan het stedelijk district van Asbest en in het westen aan het district Rezjevski.
Er liggen 40 plaatsen in het stedelijke district: 1 stad (Artjomovski), 2 nederzettingen met stedelijk karakter (Boelanasj met 13.274 inwoners in 2002 en Krasnogvardejski met 4.825 inwoners in 2002), 30 andere plaatsen en 7 onbewoonde plaatsen.

## Geschiedenis

### Pre-revolutionaire periode
De plaats werd gesticht in 1665 door de Belomestny-Kozak Jegor kozjevin uit de Aramasjevskaja sloboda, die toen een stuk land aan de oever van de Bobrovka verwierf. Ter ere van hem werd het dorp eerst Jegorsjin povytok, vervolgens (derevnja) Jegorsjina en uiteindelijk in 1864 selo Jegorsjino genoemd.
In de oorlogsjaren vanaf 1812 (Napoleontische invasie) werden in de ijzerwerken van het oostelijker gelegen Krasnogvardejski kanonskogels, bommen en kartetsen gefabriceerd.
In 1871 werd een ertslaag met (antraciete) steenkool aangetroffen in de omgeving, waarna in 1872 begonnen werd met de delving daarvan. Hieromheen groeide een mijnwerkersnederzetting. In 1913 werd de grootste mijn (Sofia) in gebruik genomen en een jaar later werd een begin gemaakt met de bouw van een elektriciteitscentrale, die uiteindelijk in 1923 in gebruik werd genomen. Eveneens in 1914 werd een spoorlijn aangelegd van Jegorsjino naar Apparatnaja.

### Sovjetperiode tot nu
In 1921 overleed de bolsjewiek Fjodor Andrejevitsj Sergejev (meestal 'kameraad Artjom' genoemd) als gevolg van een ongeluk met de Aerovagon en kregen de mijnen en de mijnbouwnederzetting ter ere van hem de naam imeni Artjoma. In 1924 werd het district Jegorsjinski gevormd met het centrum in Jegorsjino.
Een jaar later, in 1925, werd een arbeidersnederzetting gevormd door de bestuurlijke samenvoeging van alle mijnwerkersnederzettingen en Jegorsjino met de naam imeni Artjoma. In 1930 werd een radiostudio geopend, gevolgd door een radiofabriek in 1931.
Op 24 december 1938 kreeg de plaats de status van stad onder districtsjurisdictie en werd hernoemd naar Artjomovski. Tijdens de Tweede Wereldoorlog werden vanuit oblast Rjazan een machinebouwfabriek en vanuit Kiev een radiofabriek naar Artjomovski overgebracht, om deze uit handen van de oprukkende Duitsers te houden en om defensiemateriaal te produceren voor het Rode Leger. Deze fabrieken werden samengevoegd met de radiofabriek van Artjomovski en gingen Katjoesjaraketten, mijnen, munitie voor vliegtuigen en tankcommunicatieapparatuur produceren voor de Sovjetstrijdkrachten. Deze fabriek werd na de oorlog een van de belangrijkste economische activiteiten van de stad en schakelde om naar communicatieapparatuur voor defensie en voor burgerdoeleinden.
In 1960 kreeg Artjomovski de status van stad onder oblastjurisdictie.

## Economie
De belangrijkste economische sectoren zijn de machinebouw: machinefabriek Ventprom; de grootste fabriek voor mijnbouwmachines van de Oeral; ook wel 'machinefabriek van Artjomovski) en de machinefabriek van Boelanasj, constructie (AKSK), energieproductie (energiecentrale Jegorsjinskaja TETS), de productie van radio's en radio-onderdelen, voedselproductie en bosbeheer.

## Transport
De stad was in de Sovjetperiode een belangrijk knooppunt voor treinen (station Jegorsjino), maar is na het uiteenvallen van de Sovjet-Unie van aanzienlijk minder belang geworden. De stad heeft busverbindingen met plaatsen in de buurt.

## Onderwijs, cultuur en bezienswaardigheden
In de stad bevinden zich 2 muziekscholen, een kunstschool en een aantal filialen van instellingen voor hoger onderwijs uit Jekaterinenburg.
De plaats heeft een museum voor stadsgeschiedenis; het Artemovski stedelijk historisch museum. Op ongeveer 15 km van de plaats, aan de oever van de rivier de Irbit staat het natuurmonument 'Pisanyj Kamen'; een 8-10 meter hoge loodrechte rotsklif met prehistorische tekeningen.

## Demografie
| 1939   | 1959   | 1970   | 1979   | 1989   | 2002   |
| ------ | ------ | ------ | ------ | ------ | ------ |
| 17.900 | 34.800 | 37.700 | 39.200 | 41.247 | 34.980 |